# 園芸装飾技能士
園芸装飾技能士（えんげいそうしょくぎのうし）とは、国家資格である技能検定制度の一種で、都道府県職業能力開発協会（問題作成等は中央職業能力開発協会）が実施する、園芸装飾に関する学科及び実技試験に合格した者をいう。

## 概要
園芸装飾に必要な技能を認定する国家資格(名称独占資格)である。
等級には、1級～3級まであり、それぞれ上級技能者、中級技能者、初級技能者が通常有すべき技能の程度と位置づけられている。
なお職業能力開発促進法により、園芸装飾技能士資格を持っていないものが園芸装飾技能士と称することは禁じられている。

## 実技作業試験内容（室内園芸装飾作業）
- 1級：課題図に示すインドアガーデンを制作する。試験時間＝3時間30分
- 2級

1. 培養土作成作業、鉢上げ(鉢替えを含む)作業、剪定・整姿・清掃作業、繁殖作業及び整理作業を行う。試験時間＝2時間
2. 課題図に示すインドアガーデンを制作する。試験時間＝2時間

- 3級：課題図に示すインドアガーデンを制作する。試験時間＝1時間20分